# American Express
American Express Company är ett amerikanskt multinationellt kreditkortsföretag och resebyrå. Företaget är noterat på börsen NYSE som AXP. 

## Historik
American Express grundades 1850 för att hantera expresstransporter. År 1882 började företaget med penningöverföringar för att konkurrera med USA:s postverk, US Postal Service. Några år senare introducerades resechecken.
American Express ger både ut betalkort, kreditkort och resekontotjänster. Företaget har kontor i Stockholm, men det mesta av hanteringen sköts från Brighton för Europa. Bolaget är, precis som Diners Club och JCB, ett trepartsnätverk.
American Express-kort kommer i flera nivåer, varav Platinum är den högsta. Det speciella kortet American Express Centurion kan bara fås via inbjudan efter att personen uppnår vissa kriterier.

## Politiskt inflytande
I mars 2022 beslutade American Express, på grund av den ryska invasionen i Ukraina, att stoppa sina transaktioner i Ryssland samt med i Ryssland utfärdade kreditkort (se även: Internationella reaktioner mot Ryssland i samband med Ukraina-krisen)